# 僕のサラダガール
「僕のサラダガール」（ぼくのサラダガール、英語: SALAD GIRL）は、日本のロックバンド・ゴダイゴの日本版1作目のシングル。

## 概要
全編英語詞によるメジャーデビュー作品にして、アルバム『新創世紀』からの先行シングル。
ジャケットには「ミッキー吉野、タケカワという卓越したふたつの才能が、ひとつの奇蹟を生んだ。”ゴダイゴ”デビュー!!」とあり、グループ名の下に「タケカワユキヒデ with ミッキー吉野グループ」と記載されている。
表題曲はカネボウ化粧品『サラダガール・キャンペーン』のCMソングに起用された。ライナーノーツによると、「サラダガール」という女の子は、「今夏話題になるクリーン&フレッシュなナウな女の子達全員」に贈られたネーミングである。表題曲のドラムスは浅野良治、カップリング曲のドラムスは原田裕臣が務めている。
デビューシングルにしてスマッシュヒットを記録。オリコンチャート最高位37位を獲得。初の圏内入りを果たした。

## 収録曲
1. 僕のサラダガール [2:58]
作詞：奈良橋陽子
作曲：タケカワユキヒデ
編曲：ミッキー吉野
2. イエロー・センター・ライン [4:03]
作詞：奈良橋陽子
作曲：タケカワユキヒデ
編曲：ミッキー吉野

## 参加ミュージシャン
ゴダイゴ
- タケカワユキヒデ：Vocal
- ミッキー吉野：Keyboards
- スティーヴ・フォックス：Bass & Vocal
- 浅野孝已：Guitars
- 浅野良治：Drums (#1)
- 原田裕臣：Drums (#2)

サポートミュージシャン
- 坂本めぐみ：Backings Vocals
- 上村純子：Backings Vocals

## タイアップ
- カネボウ化粧品『サラダガール・キャンペーン』CMソング (#1)

## 収録アルバム
- 新創世紀 (#1,2)
- CMソング・グラフィティ・ゴダイゴ・スーパー・ヒッツ (#1)
- GODIEGO GREAT BEST 2 (#1)